# بیدان (جم)
بیدان روستایی از توابع بخش مرکزی شهرستان جم استان بوشهر در جنوب ایران.
این روستا در دهستان جم قرار دارد و بر اساس سرشماری سال ۱۳۹۰ جمعیت آن ۴۶ نفر (۱۳ خانوار) بوده است.